# Première circonscription de la préfecture de Fukuoka
La première circonscription de la préfecture de Fukuoka (福岡県第1区, Fukuoka-ken dai-ikku) est l'une des onze circonscriptions législatives que compte la préfecture de Fukuoka au Japon.

## Description géographique
Entre 1994 et 2022, la première circonscription de la préfecture de Fukuoka correspondait aux arrondissements de Higashi et Hakata de la ville de Fukuoka.
Depuis 2022, elle comprend l'arrondissement de Hakata et une partie de l'arrondissement de Higashi.

## Députés
| Législature | Début de mandat | Fin de mandat | Député élu          | Parti politique | Parti politique |
| ----------- | --------------- | ------------- | ------------------- | --------------- | --------------- |
| 41e         | 1996            | 2000          | Ryū Matsumoto       |                 | PDJ             |
| 42e         | 2000            | 2003          | Ryū Matsumoto       |                 | PDJ             |
| 43e         | 2003            | 2005          | Ryū Matsumoto       |                 | PDJ             |
| 44e         | 2005            | 2009          | Ryū Matsumoto       |                 | PDJ             |
| 45e         | 2009            | 2012          | Ryū Matsumoto       |                 | PDJ             |
| 46e         | 2012            | 2014          | Takahiro Inoue (ja) |                 | PLD             |
| 47e         | 2014            | 2017          | Takahiro Inoue (ja) |                 | SE              |
| 48e         | 2017            | 2021          | Takahiro Inoue (ja) |                 | PLD             |
| 49e         | 2021            | 2024          | Takahiro Inoue (ja) |                 | PLD             |
| 50e         | 2024            | -             | Takahiro Inoue (ja) |                 | PLD             |